# Большечакинское сельское поселение
Большеча́кинское се́льское поселе́ние (чув. Аслă Чак ял тăрăхĕ) — упразднённое муниципальное образование в составе Урмарского района Чувашской Республики.

## Население
| 2010 | 2012 | 2013 | 2014 | 2015 | 2016 | 2017 |
| ---- | ---- | ---- | ---- | ---- | ---- | ---- |
| 1015 | ↘990 | ↘965 | ↘944 | ↘925 | ↘916 | ↘872 |
| 2018 | 2019 | 2020 | 2021 |      |      |      |
| ↘850 | ↘836 | ↘823 | ↘783 |      |      |      |

## География
Северная граница начинается от места пересечения Шоркистринского, Большечакинского и Большеяниковского сельских поселений и проходит в северо-восточном направлении по течению р. Чеснерка, по северо-западной границе сельскохозяйственного предприятия «Чакинское», далее поворачивает на север, идет вдоль лесополосы по северо-западной границе земель подсобного сельскохозяйственного предприятия «Чакинское», далее поворачивает на запад и, пересекая автомобильную дорогу «Аниш» — Ичеснер-Атаево", проходит по северной границе сельскохозяйственного предприятия «Чакинское»: доходя до границы земель сельскохозяйственного производственного кооператива «Шептаховский», поворачивает на север и по северо-западной границе земель сельскохозяйственного производственного кооператива «Шептаховский» доходит до автомобильной дороги «Аниш — Урмары».
Восточная граница проходит вдоль автомобильной дороги «Аниш-Урмары» в юго-восточном направлении до р. Малый Аниш, далее идет против её течения в юго-западном направлении, переходит р. Малый Аниш и в южном направлении проходит по восточной границе земель сельскохозяйственного производственного кооператива «Шептаховский».
Южная граница проходит в юго-западном направлении по южной границе земель сельскохозяйственного производственного кооператива «Шептаховский» мимо прудов, расположенных около дер. Чубаево, кладбища и доходит до р. Малый Аниш: против её течения, в южном направлении, идет до безымянного ручья: в том же направлении, против течения ручья, доходит до северо-восточной окраины лесного квартала 21 Шоркистринского лесничества Янтиковского лесхоза, в юго-западном направлении проходит по северным границам лесных кварталов 21, 37, 36, Шоркистринского лесничества Янтиковского лесхоза, затем поворачивает на север и проходит по юго-западной границе подсобного сельскохозяйственного предприятия «Чакинское» до места пересечения Чубаевского, Шоркистринского и Большечакинского сельских поселений.
Западная граница начинается от места пересечения Чубаевского, Шоркистринского и Большечакинского сельских поселений, идет в юго-западном направлении и пересекает пруд, расположенный около д. Атнаши, поворачивает на юго-запад, проходит по южной границе подсобного сельскохозяйственного предприятия «Чакинское» до лесного квартала 19 Шоркистринского лесничества Янтиковского лесхоза, далее идет в юго-западном направлении по южным границам лесного квартала 19, 18, 17, 16 Шоркистринского лесничества Янтиковского лесхоза, около кладбища поворачивает на север, проходит по северо-западным границам лесного квартала 16, 17 Шоркистринского лесничества Янтиковского лесхоза, затем в северном направлении пересекает автомобильную дорогу «Аниш-Ичеснер-Атаево», идет до р. Чеснерка и места пересечения Шоркистринского, Большечакинского и Большеяниковского сельских поселений.

## Организации
В д. Большие Чаки расположены:
- Дошкольная разновозрастная группа «Пилеш» при Большечакинской СОШ.
- Медицинский пункт.
- Магазин Урмарского райпо.
- Большечакинское отделение ООО «Агрофирма „Арабоси“»
- Большечакинская средняя общеобразовательная школа.

## Населённые пункты
На территории поселения находятся следующие населённые пункты:
| Название        | Тип населённого пункта          | Население |
| --------------- | ------------------------------- | --------- |
| Большие Чаки    | Деревня, административный центр | 375       |
| Атнаши          | Деревня                         | 46        |
| Малые Чаки      | Деревня                         | 140       |
| Малое Яниково   | Деревня                         | 143       |
| Новое Шептахово | Деревня                         | 402       |